# Инвагинация кишечника
Инвагина́ция кише́чника  — выделяемый в отдельную нозоформу вид непроходимости кишечника, причиной которого является внедрение одной части кишечника в просвет другой.
Этот вариант кишечной непроходимости встречается преимущественно у детей грудного возраста (85-90 %), особенно часто в период с 4 до 9 мес. У детей старше 1 года инвагинация наблюдается редко и в большинстве случаев бывает связана с органической природой (дивертикул подвздошной кишки, гиперплазия лимфоидной ткани, полип, злокачественное новообразование и др.).

## Причины и механизм развития
Инвагинацию относят к смешанной форме кишечной непроходимости, в которой сочетаются как обтурационный, так и странгуляционный факторы. Исходно происходит закупорка кишечника изнутри (обтурация), и лишь затем, как правило, через 6—12 часов, может присоединяться нарушение питания из-за сдавления брыжейки (странгуляция). Инвагинация развивается вследствие нарушения перистальтики кишечника, а нарушение перистальтики, в свою очередь, может быть вызвано возрастными особенностями соединительной ткани у грудных детей (недостаточность илеоцекального клапана, высокая подвижность толстой кишки и др.) или наличием в стенке кишки органического препятствия в виде воспалительного процесса, опухоли (чаще полипа на ножке), инородного тела. При этом сокращенный участок кишки вместе со своей брыжейкой по продольной оси затягивается в дистальный отдел кишки с нормальным просветом. Он формирует внутренний цилиндр инвагината. Здесь развивается отёк, постепенно наступают нарушение кровообращения и некроз.
Увеличивают риск инвагинации кишечника такие заболевания и патологические состояния как кишечная форма аллергии, муковисцидоз, различные нарушения нервной и гуморальной регуляции, энтероптоз, туберкулез брюшины и кишечника, вирусные кишечные инфекционные заболевания, осложнения после оперативных вмешательств на органах желудочно-кишечного тракта.
При инвагинации различают наружную трубку (влагалище) и внутреннюю (инвагинат). Начальный отдел внедрившейся кишки носит название головки инвагината.
К некоординированному сокращению мышечных слоев могут привести также изменения режима питания, введение прикорма и др.

## Преимущественная локализация
В зависимости от локализации различают виды кишечной инвагинации:
1. тонко-тонкокишечная
2. тонко-толстокишечная
3. тонко-слепокишечная (илеоцекальная)
4. толсто-толстокишечная
5. тонко-толсто-слепокишечная

Наиболее часто наблюдается инвагинация в области илеоцекального угла (более 95 %).

## Клиническая картина
Инвагинация встречается чаще у грудных детей (между 4 и 10 месяцами жизни), которые хорошо упитаны. Заболевание начинается внезапно. Ребёнок становится беспокойным, плачет, корчится, поджимает ноги. Приступ заканчивается так же неожиданно, как и начинается. Ребёнок успокаивается, даже играет, но через некоторое время приступы болей повторяются снова. Приступы болей соответствуют волнам кишечной перистальтики, которые продвигают инвагинированную часть кишки вперед. Приступы болей встречаются в 90 % случаев заболевания. Вскоре после первых приступов боли возникает одно- или двукратная рвота, которая также возникает периодически. В начале заболевания рвота носит рефлекторный характер, а потом причиной становится обтурация просвета инвагинированной кишки. Температура тела, как правило, остается нормальной. Вначале у ребёнка нормальный стул 1-2 раза, но позднее, через 6-10 ч в испражнениях появляются примеси крови и они приобретают характерный вид «малинового желе». Позднее выделение испражнений и газов прекращается. Вследствие сдавления внедрившегося участка кишки и соответствующего ему участка брыжейки в них наступают выраженные расстройства кровообращения. Воспалительные явления приводят к слипанию цилиндров, что препятствует расправлению инвагинации. При внимательной пальпации в интервалах между приступами, живот мягкий, не вздут. Во время приступа ребёнок рефлекторно напрягает брюшную мускулатуру и живот невозможно тщательно обследовать. Часто удается пропальпировать инвагинированный участок кишки, опухолевидное образование мягко-эластической консистенции, колбасовидной формы, болезненное при пальпации. Опухоль изменяет свою форму и локализацию в зависимости от сроков заболевания и подвижности кишечника. В литературе описаны случаи, когда инвагинат, пройдя по толстой кишке, выпадает из заднего прохода, и его принимают за выпавшую прямую кишку. О тяжести состояния ребёнка с инвагинацией кишечника можно судить по выраженным явлениям интоксикации. В случаях поздней диагностики развивается клиника перитонита, живот становится вздутым, напряженным, резко болезненным при пальпации во всех отделах. Осмотр ребёнка заканчивают исследованием через прямую кишку. При этом в ряде случаев бимануально удается ощупать опухоль. После извлечения пальца из заднего прохода выделяется слизь с кровью, без примеси каловых масс.

## Лечение
В зависимости от причины инвагинации (которая, как правило, существенно различается для разных возрастных групп) её лечение может быть консервативным или оперативным. У детей грудного возраста инвагинация в большинстве случаев разрешается при помощи консервативных мероприятий.
В данный момент применяется консервативный метод лечения кишечной инвагинации — нагнетание воздуха в толстый кишечник через газоотвод посредством манометрической груши. Данный метод эффективен при тонко-толстокишечных инвагинации на сроках до 18 часов. Тонко-тонкокишечную инвагинацию, как правило, таким способом расправить не удается. Включение лапароскопии в комплекс лечебно-диагностических мероприятий при кишечной инвагинации может существенно повысить процент больных, вылеченных консервативно. Цель лапароскопии — визуальный контроль за расправлением инвагината и оценка жизнедеятельности кишечника. Показаниями к этому методу являются:
1. неэффективность консервативного лечения при ранних сроках заболевания
2. попытка консервативного расправления инвагината при позднем поступлении (исключая осложненные формы заболевания)
3. выяснение причин инвагинации у детей старше 1 года

Оперативное лечение состоит в лапаротомии и ручной дезинвагинации, которую производят не вытягиванием внедрённой кишки, а методом осторожного «выдавливания» инвагината, захваченного всей рукой или двумя пальцами.
Если не удалось осуществить дезинвагинацию или обнаружен некроз участка кишки, производят резекцию в пределах здоровых тканей с наложением анастомоза.

## Инвагинация кишечника у животных
Этому заболеванию подвержены различные виды животных. Большей частью оно встречается у жвачных и плотоядных. Различают нисходящую (внедрение впередилежащей кишечной петли в позадилежащую) и восходящую. Внедрению подвергаются сегменты кишечника различной длины вместе с подвешивающей брыжейкой. При передней инвагинации полная непроходимость может привести к смерти на 2-3 сутки. Инвагинация подвздошной кишки в слепую у лошади длится от двух и более недель. Частичная непроходимость при задней инвагинации затягивается на месяц и более. Некроз инвагинированного участка, его отхождение и самопроизвольное исцеление животного наблюдается редко. Прогноз осторожный.